# Mistrzostwa Europy w Saneczkarstwie 2006
40. Mistrzostwa Europy w saneczkarstwie 2006 odbyły się w 21 – 22 stycznia w niemieckim Winterbergu. W tym mieście mistrzostwa odbyły się już czwarty raz (wcześniej w 1982, 1992 oraz 2000). Rozegrane zostały cztery  konkurencje: jedynki kobiet, jedynki mężczyzn, dwójki mężczyzn oraz zawody drużynowe. W tabeli medalowej najlepsze były Niemcy.

## Wyniki

### Jedynki kobiet
- Data / Początek: Sobota, 21 stycznia 2006

| Medal | Zawodniczka                  | Narodowość | Czas     | Strata |
| ----- | ---------------------------- | ---------- | -------- | ------ |
|       | Sylke Kraushaar              | Niemcy     | 1:30,607 |        |
|       | Tatjana Hüfner               | Niemcy     | 1:30,761 | +0,154 |
|       | Barbara Niedernhuber         | Niemcy     | 1:30,936 | +0,329 |
| 4.    | Natalija Jakuszenko          | Ukraina    | 1:31,198 | +0,591 |
| 5.    | Nina Reithmayer              | Austria    | 1:31,234 | +0,627 |
| 6.    | Sylke Otto                   | Niemcy     | 1:31,281 | +0,674 |
| 7.    | Anastasia Oberstolz-Antonowa | Włochy     | 1:31,296 | +0,689 |
| 8.    | Anna Orlova                  | Łotwa      | 1:31,350 | +0,743 |

### Jedynki mężczyzn
- Data / Początek: Niedziela, 22 stycznia 2006

| Medal | Zawodnik          | Narodowość | Czas     | Strata |
| ----- | ----------------- | ---------- | -------- | ------ |
|       | Albert Diemczenko | Rosja      | 1:48,918 |        |
|       | Armin Zöggeler    | Włochy     | 1:49,108 | +0,190 |
|       | David Möller      | Niemcy     | 1:49,458 | +0,540 |
| 4.    | Reinhold Rainer   | Włochy     | 1:49,723 | +0,805 |
| 5.    | Jan Eichhorn      | Niemcy     | 1:49,836 | +0,918 |
| 6.    | Wiktor Kneib      | Rosja      | 1:50,053 | +1,135 |
| 7.    | Mārtiņš Rubenis   | Łotwa      | 1:50,096 | +1,178 |
| 8.    | Jaroslav Slavik   | Słowacja   | 1:50,135 | +1,217 |

### Dwójki mężczyzn
- Data / Początek: Sobota, 21 stycznia 2006

| Medal | Zawodnicy                                 | Narodowość | Czas     | Strata |
| ----- | ----------------------------------------- | ---------- | -------- | ------ |
|       | Patric Leitner/Alexander Resch            | Niemcy     | 1:29,824 |        |
|       | Sebastian Schmidt/André Forker            | Niemcy     | 1:29,886 | +0,062 |
|       | Christian Oberstolz/Patrick Gruber        | Włochy     | 1:29,924 | +0,100 |
| 4.    | Markus Schiegl/Tobias Schiegl             | Austria    | 1:29,954 | +0,130 |
| 5.    | Andris Šics/Juris Šics                    | Łotwa      | 1:29,990 | +0,166 |
| 6.    | Gerhard Plankensteiner/Oswald Haselrieder | Włochy     | 1:29,994 | +0,170 |
| 7.    | André Florschütz/Torsten Wustlich         | Niemcy     | 1:30,034 | +0,210 |
| 8.    | Andreas Linger/Wolfgang Linger            | Austria    | 1:30,113 | +0,289 |

### Drużynowe
| Medal | Zawodnicy                                                                      | Narodowość | Czas     | Strata |
| ----- | ------------------------------------------------------------------------------ | ---------- | -------- | ------ |
|       | David Möller/Sylke Kraushaar/Patric Leitner/Alexander Resch                    | Niemcy     | 2:24,552 |        |
|       | Armin Zöggeler/Anastasia Oberstolz-Antonowa/Christian Oberstolz/Patrick Gruber | Włochy     | 2:25,236 | +0,684 |
|       | Mārtiņš Rubenis/Anna Orlova/Andris Šics/Juris Šics                             | Łotwa      | 2:25,565 | +1,013 |
| 4.    | Michaił Kuzmicz/Juri Weselow/Julia Anaszkina/Andriej Demczenko                 | Rosja      | 2:25,666 | +1,114 |
| 5.    | Markus Schiegl/Tobias Schiegl/Sonja Manzenreiter/Mar                           | Austria    | 2:26,044 | +1,492 |
| 6.    | Ľubomír Mick/Walter Marx/Veronika Sabolová/Jaroslav Slavik                     | Słowacja   | 2:26,395 | +1,843 |
| 7.    | Andrij Kis/Jurij Hajduk/Natalija Jakuszenko/Walden                             | Ukraina    | 2:26,523 | +1,971 |
| 8.    | Marcin Piekarski/Krzysztof Lipiński/Ewelina Staszulonek/Grzegorz Piekarski     | Polska     | 2:27,624 | +3,072 |

## Klasyfikacja medalowa
| Miejsce | Państwo |   |   |   | Razem |
| ------- | ------- | - | - | - | ----- |
| 1.      | Niemcy  | 3 | 2 | 2 | 7     |
| 2.      | Rosja   | 1 | 0 | 0 | 1     |
| 3.      | Włochy  | 0 | 2 | 1 | 3     |
| 4.      | Łotwa   | 0 | 0 | 1 | 1     |